# Gastão Henrique, Duque de Verneuil

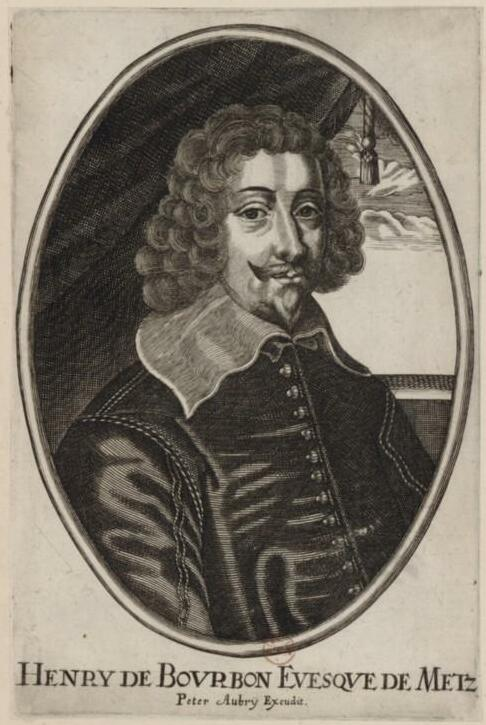
Retrato de Gestão Henrique como bispo

Gastão Henrique de Bourbon (em francês:  Gaston Henri de Bourbon) (3 de novembro de 1601 – 28 de maio de 1682), foi bispo de Metz de 1612 a 1652, apesar de não ter sido ordenado. Aos 50 e poucos anos, foi destituído e seguiu carreira como diplomata.

## Biografia
Henri nasceu no Château de Vincennes em 3 de novembro de 1601, filho ilegítimo do rei Henrique IV da França e sua amante, Catarina Henriette de Balzac d'Entragues. Ele foi declarado legítimo em 1603, aos dois anos de idade.
Sua irmã era Gabrielle Angelique, chamada Mlle de Verneuil (1603–1627), casada com Bernard de Nogaret de La Valette. Seus meio-irmãos incluíam o rei Luís XIII de França, Cristina de França, Duquesa de Sabóia e César, Duque de Vendôme.
O bispado de Metz era destinado a ele desde a infância, mas quando o bispo Charles de Lorraine morreu em 1607, o Papa Paulo V se recusou a nomear uma criança de sete anos. A Casa de Lorraine controlava a sé desde 1484, geralmente com um membro da família como bispo, o que Paris estava ansioso para pôr fim. O idoso Anne d'Escars de Givry, bispo de Lisieux, foi nomeada como bispo substituto, e Henri recebeu uma nomeação expectante, na verdade uma reserva, mais uma pensão das receitas, até atingir a idade adulta. O Papa Paulo V concordou em nomeá-lo em 1612, após a morte de d'Escars, a pedido de Luís XIII, apesar de Henri ter apenas 11 anos e não ter sido ordenado. Ele nunca foi ordenado e nunca residiu em Metz, nomeando deputados para administrar os assuntos diocesanos.
Ele renunciou ao cargo de bispo em favor do Cardeal Mazarin em 1652, um movimento que o Papa Inocêncio X não reconheceu. Ele foi declarado demitido pelo Papa Alexandre VII em 1659. Ele foi nomeado cavaleiro em 31 de dezembro de 1661 e criado duque de Verneuil em 1663. Em 1665 ele se tornou embaixador na Inglaterra e em 1666 foi feito governador de Languedoc. Ele se casou com Charlotte (1622-1704), filha do chanceler Pierre Séguier e viúva de Maximilien François de Bethune, 2º Duque de Sully (1614-1661), em 29 de outubro de 1668, quando ele tinha 67 anos e ela 46. Ele morreu sem descendência em 28 de maio de 1682 no Château de Verneuil.